# Gietijzeren brug van Paleis Soestdijk
De gietijzeren brug van Paleis Soestdijk is een voetgangersbrug in de paleistuin van Paleis Soestdijk aan de Amsterdamsestraatweg 1 in Baarn.
De  brug is een rijksmonument en ligt aan de zuidwestzijde over de vijver achter het paleis Soestdijk. De brug werd volgens inscriptie onderaan de balustrade gemaakt in 1872.